# AFG3L2
AFG3L2‏ (AFG3 like matrix AAA peptidase subunit 2) هوَ بروتين يُشَفر بواسطة جين AFG3L2 في الإنسان.